# Turbanella subterranea
Turbanella subterranea är en djurart som tillhör fylumet bukhårsdjur, och som beskrevs av Adolf Remane 1934. Turbanella subterranea ingår i släktet Turbanella, och familjen Turbanellidae. Arten är reproducerande i Sverige.